# Glabridorsum semilunatum
Glabridorsum semilunatum là một loài tò vò trong họ Ichneumonidae.